# Truncatoflabellum inconstans
Espèce
Statut CITES
Truncatoflabellum inconstans est une espèce de coraux appartenant à la famille des Flabellidae.